# Silveiros e Rio Covo (Santa Eulália)
Silveiros e Rio Covo (Santa Eulália) (llamada oficialmente União das Freguesias de Silveiros e Rio Covo (Santa Eulália)) es una freguesia portuguesa del municipio de Barcelos, distrito de Braga.

## Historia
Fue creada el 28 de enero de 2013 en aplicación de una resolución de la Asamblea de la República de Portugal promulgada el 16 de enero de 2013 con la unión de las freguesias de Santa Eulália de Rio Covo y Silveiros, pasando su sede a estar situada en la antigua freguesia de Silveiros.

## Demografía
| Gráfica de evolución demográfica de Silveiros e Rio Covo (Santa Eulália) entre 2011 y 2021 |
|                                                                                            |
| Datos según el nomenclátor publicado por el INE portugués.                                 |